# 1,2-octanodiol
El 1,2-octanodiol es un diol de fórmula molecular C8H18O2. Es isómero de posición del 1,8-octanodiol pero, a diferencia de este, es un diol vecinal con dos grupos funcionales hidroxilo en las posiciones 1 y 2 de la cadena lineal de ocho átomos de carbono. Es una molécula quiral dado que el átomo de carbono de la posición 2 es asimétrico. 

## Propiedades físicas y químicas
El 1,2-octanodiol es un sólido que se presenta como polvo incoloro o blanco. Tiene su punto de fusión a 37 °C y su punto de ebullición a 243 °C aproximadamente (a una presión inferior de 10 mmHg es 131 °C).
Posee una densidad inferior a la del agua, 0,914 g/cm³.
El valor estimado del logaritmo de su coeficiente de reparto, logP ≃ 1,6, implica una solubilidad considerablemente mayor en disolventes apolares que en agua.
En cuanto a su reactividad, este compuesto es incompatible con cloruros de acilo, anhídridos de acilo, cloroformiatos y agentes reductores fuertes.

## Síntesis y usos
El 1,2-octanodiol se puede producir tratando 1-octeno con un peróxido orgánico (hidroperóxido de t-butilo) y agua, en presencia de tetraóxido de osmio y un hidrocarburo halogenado (ioduro de n-butilo o ioduro de metilo) como co-catalizador. Con este procedimiento el rendimiento puede alcanzar el 93%.
La hidrólisis de 1,2-dibromooctano en tetrahidropirano o 1,4-dioxano, utilizando la forma bicarbonato de una resina de intercambio aniónico, también permite obtener 1,2-dioctanodiol.
Asimismo, se puede emplear el anión hidroximetilo para añadir el grupo -CH2OH al heptanal y obtener así este 1,2-diol.
Otra vía alternativa parte del 2-hidroxioctanotioato de S-metilo, el cual, al ser tratado con LiAlH4 en éter a reflujo durante 3 horas, permite conseguir 1,2-octanodiol.
Otra posibilidad de síntesis consiste en la hidratación en agua pura de 4-hexil-2,2-dimetil-1,3-dioxolano por medio de ácido sulfónico con grupos alquilo soportado en poliestireno (LL–ALPS–SO3H).
Los alcoholes ópticamente activos con componentes importantes en la síntesis asimétrica de productos farmacéuticos y agroquímicos. En este contexto, se ha estudiado la enzima glicerol deshidrogenasa de Hansenula ofunaensis y Pichia angusta para preparar 1,2-octanodiol ópticamente activo. En la mezcla racémica, la práctica totalidad de (R)-1,2-octanodiol es biotransformado en (S)-1,2-octanodiol.
El 1,2-octanodiol se emplea como agente antimicrobiano, humectante, conservante y antioxidante en cosméticos. Por ejemplo, forma parte de composiciones que evitan el mal olor corporal.
Otra aplicación del 1,2-octanodiol tiene que ver con su capacidad para combatir la pediculosis de la cabeza (infestación por piojos). Se piensa que este diol —así como el 1,2-decanodiol y el 1,2-dodecanodiol— es capaz de romper el lípido cuticular del insecto, lo que resulta en la deshidratación del mismo y, en consecuencia, en la eliminación de la infección.

## Precauciones
Este compuesto puede ocasionar seria irritación ocular. Después de manipularlo, se debe lavar bien la cara, las manos y la piel expuesta. Es combustible, teniendo su punto de inflamabilidad a 138 °C y su temperatura de autoignición a 310 °C.